# Carex bicolor
Carex bicolor je druh jednoděložné rostliny z čeledi šáchorovité (Cyperaceae), rodu ostřice (Carex).

## Popis
Jedná se o rostlinu dosahující výšky nejčastěji 5–20 cm.. Je vytrvalá se vzpřímenou až poléhavou, často pruhnutou, trojhrannou lodyhou, která je delší než listy. Listy jsou střídavé, přisedlé, s listovými pochvami. Čepele jsou nejčastěji 1–2 (vzácně až 3) mm široké, sivozelené. Carex bicolor patří mezi různoklasé ostřice, nahoře je klásek oboupohlavný, dolní klásky jsou pak čistě samičí. Oboupohlavný klásek je jeden, ovšem samčí květy obsahuje jen v dolní třetině, vyšší květy jsou pak samičí, samičích klásků je nejčastěji 2–4, jsou 5–20 mm dlouhé, dolní jsou krátce stopkaté horní až přisedlé a hlávkovitě shloučené. Okvětí chybí. V samčích květech jsou zpravidla 3 tyčinky. Blizny jsou většinou 2. Plodem je mošnička, která je 1,5–3 mm dlouhá, obvejčitá, bikonvexní, papilnatá, světle šedozelená, bez zobánku. Každá mošnička je podepřená plevou, která je za zralosti červenohnědá až černohnědá se zeleným středním kýlem. Počet chromozómů: 2n= cca52.

## Rozšíření ve světě
Carex bicolor je severský a vysokohorský druh, roste často v tundře. Vyskytuje se v Alpách, vzácně i Pyrenejích a rumunských Karpatech, ve Skandinávii, na Islandu a v Grónsku, na Sibiři a Dálném Východě. V Severní Americe roste v Kanadě a na Aljašce. V České republice Carex bicolor neroste, nejblíže ji najdeme v Alpách.